# Vaidotas Šilėnas
Vaidotas Šilėnas (Kelmė, 16 luglio 1985) è un ex calciatore lituano, di ruolo centrocampista o difensore.

## Palmarès

### Club

#### Competizioni nazionali
- Coppa di Lituania: 3

Žalgiris: 2011-2012, 2012-2013, 2013-2014
- Supercoppa di Lituania: 1

Žalgiris: 2013
- Campionato lituano: 2

Žalgiris: 2013, 2014